# Bush Christmas
Bush Christmas (titlu original: Bush Christmas) este un film de Crăciun american din 1947 regizat de Ralph Smart. Rolurile principale au fost interpretate de actorii Chips Rafferty și John Fernside.

## Prezentare
În Australia, de Crăciun, cinci copii urmăresc hoții de cai prin munți.

## Distribuție
- Chips Rafferty ca Long Bill
- John Fernside ca  Jim
- Stan Tolhurst ca  Blue
- Helen Grieve ca Helen
- Nick Yardley ca Snow
- Morris Unicomb ca John
- Michael Yardle ca Michael
- Neza Saunders ca Neza
- Pat Penny ca tatăl
- Thelma Grigg ca mama[2]
- Clyde Combo as Old Jack
- Edmund Allison ca polițist